# Zakaria Damane
Zakaria Damane foi um senhor da guerra centro-africano, líder do grupo armado Reagrupamento Patriótico para a Renovação da República Centro-Africana.

## Biografia
Nascido como Moustapha Maloum em Boromata na prefeitura de Vakaga; pertencia ao grupo étnico Goula. Em 2006, criou o grupo armado União das Forças Democráticas para a Reunificação (UFDR). Em 2012, juntou-se à coalizão Séléka. Mais tarde, tornou-se general na Frente Popular para o Renascimento da República Centro-Africana (FPRC), formada pelo antigo Séléka. Em 2014, criou o Reagrupamento Patriótico para a Renovação da República Centro-Africana (RPRC) como um grupo dissidente do FPRC.
Ele foi morto em 12 de fevereiro de 2022 por mercenários russos do Grupo Wagner em Ouadda junto com 20 de seus homens.